# Robinsonia incompleta
Robinsonia incompleta är en fjärilsart som beskrevs av M.Gaede 1928. Robinsonia incompleta ingår i släktet Robinsonia och familjen björnspinnare. Inga underarter finns listade.